# Xã Quarry, Quận Jersey, Illinois
Xã Quarry (tiếng Anh: Quarry Township) là một xã thuộc quận Jersey, tiểu bang Illinois, Hoa Kỳ. Năm 2010, dân số của xã này là 1.174 người.